# 루시 고
루시 고(Lucy Haeran Koh, 1968년 7월 4일 ~ )은 미국 캘리포니아주 북부 연방 지방법원 판사이다. 한국계 미국인으로 한국어 이름은 고혜란이다. 최초의 아시아계 미국인 캘리포니아주 북부 연방 지방법원 판사이고 최초의 여성 한국계 미국인 연방 판사이자 연방 제 9항소법원 판사를 지냈던 고(故) 허버트 최(Herbert Choy),  마이클 박 (제 2 항소 법원), 케네스 리 (제 9 항소 법원)에 이어 네번째 한국계 미국인 연방 항소 법원 판사이다.

## 성장기와 교육
어머니 탁은숙은 북한에서 출생했다. 1945년 압록강을 헤엄쳐 건너 걸어서 2주 만에 남한 땅을 밟았다. 아버지 고재곤은 한국전쟁 당시 한국군으로 북한과 맞써 싸웠지만 한국 정부와의 마찰로 가족과 함께 미국으로 이민을 떠났다.
루시 고는 1968년 미국 워싱턴 D.C.에서 태어나서 1990년 하버드 대학교를 사회학 전공으로 졸업하였고 1993년 하버드 로스쿨에서 법무박사(J.D.) 학위를 취득하였다.

## 경력
1993년부터 1994년까지 그녀는 미국 상원 사법위원회에서 근무하였고, 1994년에서 1997년까지는 법무부에서 법무실 특별보좌관과 법무부차관 특별보좌관으로 근무하였다. 1997년부터 2000년까지 그녀는 캘리포니아주 검사보로 근무하였고, 2000년부터 2002년까지는 팔로알토에 있는 로펌인 윌슨 손시니 굳리치 앤 로사티(Wilson Sonsini Goodrich & Rosati)에서 수석 어소시엇(senior associate) 변호사로 일하였다. 2002년부터 2008년까지는 국제로펌 맥더못 윌 앤드 에머리의 실리콘 밸리 사무소에서 송무 파트너 변호사로 일하며 기술회사들을 변호하였다.
2008년 캘리포니아 주지사 아놀드 슈워제네거는 그녀를 캘리포니아주 산타클라라 최고법원의 판사로 지명하였으며, 오바마 대통령에 의하여 2010년 연방 지방판사로 임명되었다.
2021년 조 바이든 대통령이 제9구역 연방항소법원 판사로 임명했다. 미국의 연방 법원은 94개의 연방지방법원과 13개의 연방항소법원, 1개의 연방대법원으로 구성되어 있다. 13개의 연방항소법원은 미국 전역을 12개의 구역(Regional Circuit)으로 나누어 지리적으로 각 구역을 관할하는 12개의 연방항소법원과 지역에 상관없이 국제무역, 특허 등에 관하여 전국적 관할권(Federal Circuit)을 갖는 연방항소법원으로 이루어져 있다. 그런데 이 12개의 지역은 넓이가 균등하지 아니하여 미국 서부의 알래스카, 애리조나, 캘리포니아, 하와이, 아이다호, 몬태나, 네바다, 워싱턴, 오리건 주를 모두 관할하는 최대 규모의 제9구역 연방항소법원이 있는 한편 인구 60만에 불과한 워싱턴 DC만을 관할하는 최소 규모의 DC 연방항소법원이 따로 존재한다.

## 사생활
그녀는 스탠포드 로스쿨 교수 마리아노-플로렌티노 쿠얼라와 결혼하였다.